# Estadio GKS Katowice
El Estadio GKS Katowice (en polaco: Stadion GKS Katowice) es un estadio de fútbol ubicado en la ciudad de Chorzów en Polonia. Es el recinto deportivo donde la sección femenina del GKS Katowice disputa sus partidos como local.

## Historia
Fue inaugurado en 1955 y en su momento fue una de las instalaciones deportivas más modernas de Polonia. Construido y modernizado sobre la base de las mejores soluciones globales, está inspirado en las instalaciones medianas de Europa Occidental. Con la construcción del nuevo Arena Katowice, el GKS se trasladó al nuevo estadio ubicado en el distrito de Załęska Hałda, dejando este recinto para el desarrollo de entrenamientos y para que la sección de fútbol femenino dispute sus partidos como local.
Como uno de los pocos en el país, el estadio GKS Katowice, funciona solo como campo de fútbol. Esto facilita el mantenimiento del orden y garantiza la seguridad de los espectadores. Estos propósitos son atendidos por un sistema de protección contra incendios, instalaciones médicas y un moderno sistema de monitoreo de tráfico de espectadores que consta de múltiples cámaras y dos salas de control.
El césped climatizado del campo con una superficie de 110 x 70 metros está rodeado por tres gradas: la principal (una estructura techada que alberga un complejo de instalaciones organizativas y técnicas), la norte (estructura de hormigón armado finalmente techada) y la occidental (estructura de tierra techada). En total, la instalación con 13 sectores independientes tiene capacidad para casi 11 mil. espectadores sentados. Por razones de seguridad, cada sector está rodeado por barreras de acero de 2,2 metros de altura. Cuenta con un área VIP especial para 190 invitados.
Hay 50 puestos de trabajo esperando a los periodistas, incluidos 36 comentaristas con el equipamiento necesario. A los efectos de la cobertura televisiva, hay ocho posiciones de cámara independientes que brindan una imagen completa del campo de juego. Adicionalmente, los medios de comunicación cuentan con una sala especial de telecomunicaciones, una oficina de prensa, una sala de conferencias y una sala aislada para entrevistas. El estadio está iluminado por 4 mástiles de 40 m de altura y con una potencia total de 470 kW, la iluminación está adaptada para emitir transmisiones de TV en el sistema HD. El costo de esta tarea ascendió a 3.455.000 PLN brutos.
Los jugadores tienen a su disposición dos vestuarios ventilados, cada uno con 16 duchas y 2 camillas de masaje. En casos de emergencia, se dispone de un amplio consultorio médico de más de 100 metros de largo con sala de primeros auxilios y dispositivos de rehabilitación. De acuerdo con los requisitos, también hay una sala de control antidopaje especializada. La parte de oficinas del edificio consta de 12 habitaciones con una superficie total de 180 m².

## Galería

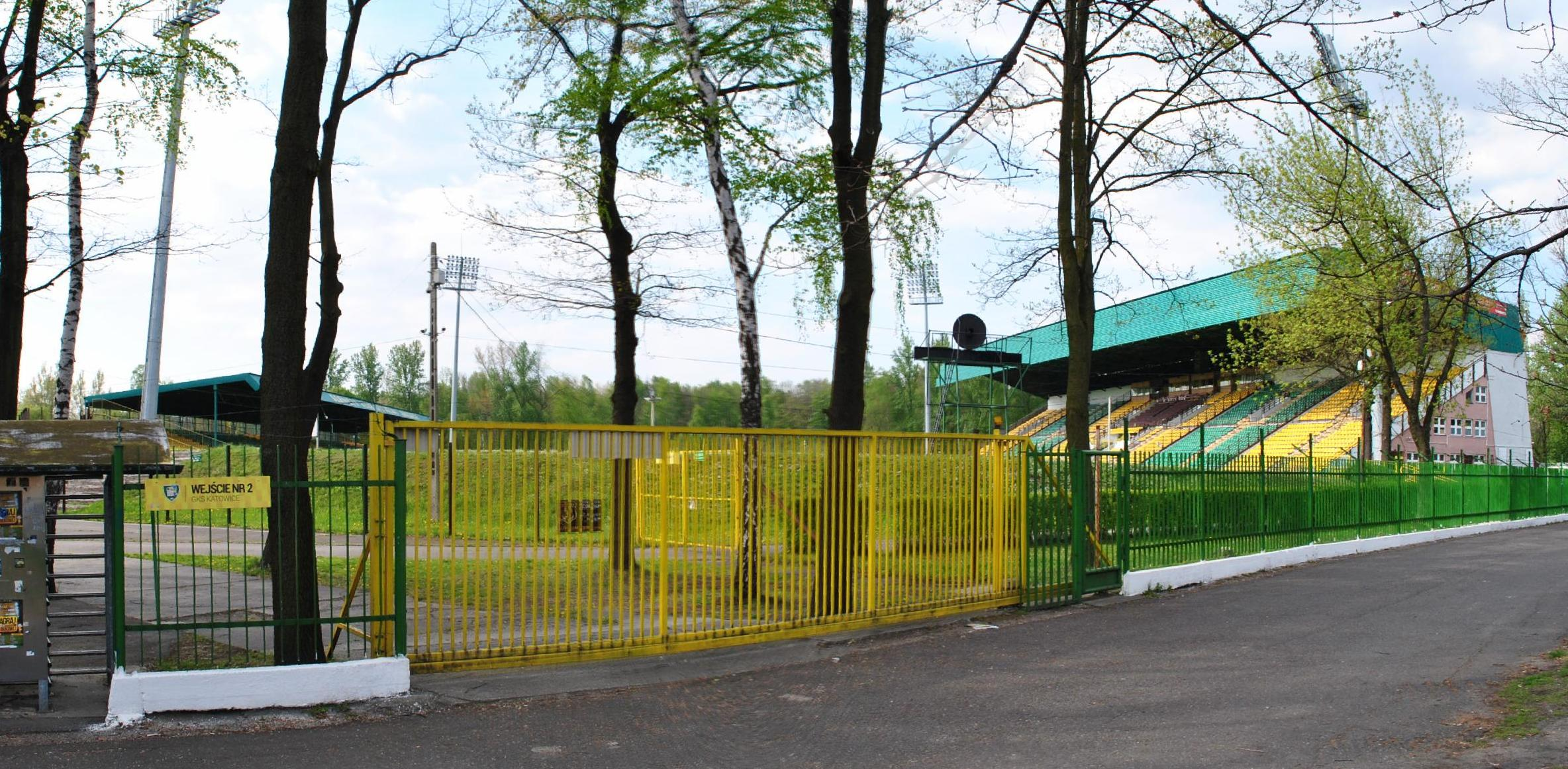
Entrada principal.